# 雅士高
Asko Appliances AB（中文稱雅士高），簡稱Asko，是一家瑞典的家用電器製造公司，其主要產品有洗碗機、洗衣機，烘衣機。其總部位於西約特蘭瓦拉市的Jung。 中國的海信集團擁有其95%的股權。其產品在瑞典持續以ASKO品牌出售，並以相同的名稱出口。在北美，台灣Asko只引入洗碗機，洗衣機，乾衣櫃，烤箱，蒸烤爐及冰箱。 
洗碗機特色-turbo drying,冷凝烘乾系統。
洗衣機特色-四角油壓避震，高脫水轉速。
洗衣房概念-洗衣機+烘衣機+乾衣櫃。
蒸烤爐特色-純蒸汽冷凝回水系統。
Asko與博世、Miele、Leiberr、Viking Range和Gorenje同屬高階品牌並有競爭關係。

## 歷史
該公司由Karl-Erik Andersson成立於1950年，他的第一個發明是一台洗衣機。該公司於1965年開始生產全自動前裝式洗衣機和小型洗碗機，並於1967年開始出口其產品。該公司原名JungaVerkstäder，但在1978年被Asea收購後被改為Asea Cylinda，並在Asea與瑞士勃朗-包维利股份公司合併組成ABB後成為ABB Cylinda。該公司於1988年被芬蘭家具製造商ASKO收購，因此名稱也改為Asko ASEA。 2000年，Asko Appliances被意大利Antonio Merloni集團收購。收購Asko Appliances後，Cylinda品牌的所有權被保留在Asea公司集團內，但1999年該公司的名稱從Asea Skandia改為Elektroskandia。 2008年，Elektroskandia被一家國際公司Sonepar收購。 2010年7月，Asko家電被斯洛文尼亞Gorenje集團收購。 
Cylinda仍然歸Elektroskandia Sverige AB所有。

## 註記
1. ↑  and the websites, for instance, of ASKO North America （页面存档备份，存于）, Asko Netherlands （页面存档备份，存于）, Asko Australia （页面存档备份，存于） and  （页面存档备份，存于）.
2. ↑  History based on "The ASKO story （页面存档备份，存于）"
3. ↑  . ASKO. 29 July 2010  [17 August 2010]. （原始内容存档于2010-08-21）.
4. ↑  . Reuters. 29 July 2010  [17 August 2010]. （原始内容存档于2019-09-19）.

## 外部連結
- 臺灣官方網站（页面存档备份，存于）
- 官方網站（页面存档备份，存于）
- 美國市場網站（页面存档备份，存于）
- Cylinda官方網站（页面存档备份，存于）
- How Your ASKO Washing Machine Impacts California Drought Efforts（页面存档备份，存于）, Infographic